# The Message (singolo Grandmaster Flash and The Furious Five)
The Message è un singolo old school rap di Grandmaster Flash and The Furious Five pubblicato nel 1982 dall'etichetta discografica Sugar Hill Records, e incluso nell'omonimo album. Il brano è considerato dalla rivista Rolling Stone la "miglior canzone hip hop della storia", ed è stato inoltre inserito nella lista delle 500 migliori canzoni di sempre secondo Rolling Stone al 51º posto.

## Descrizione
The Message fu una delle primissime canzoni hip hop a contenere una critica di carattere sociale. Il testo del brano descrive lo stato di degrado urbano e la frustrazione dovuta alla povertà nel ghetto:
It makes me wonder how I keep from goin' under

Broken glass everywhere

People pissin' on the stairs, you know they just don't care»
Mi chiedo come faccia a non affogare

Finestre rotte ovunque

Gente che piscia sulle scale, semplicemente non gliene frega niente»
(The Message, Grandmaster Flash and The Furious Five)
Junkies in the alley with a baseball bat

I tried to get away but I couldn't get far»
Tossici nella strada con una mazza da baseball

Ho provato ad andarmene ma non sono arrivato lontano»
(The Message, Grandmaster Flash and The Furious Five)
Nell'ultima strofa viene descritto come il percorso obbligato di un bambino povero nato nel ghetto sia quello di diventare un criminale senza altre prospettive nella vita, con il conseguente arresto e il suicidio in prigione come atto finale. Il pezzo termina con un breve skit in cui i membri della band vengono arrestati per ragioni non chiarite.
La canzone prese la musica rap dalle feste di quartiere delle sue origini portandola all'attenzione dei mass media, dei sociologi e del pubblico, come forma di messaggio sociale sviluppato in seguito in maniera più consapevole da pionieri come Public Enemy e KRS-One.

### Composizione

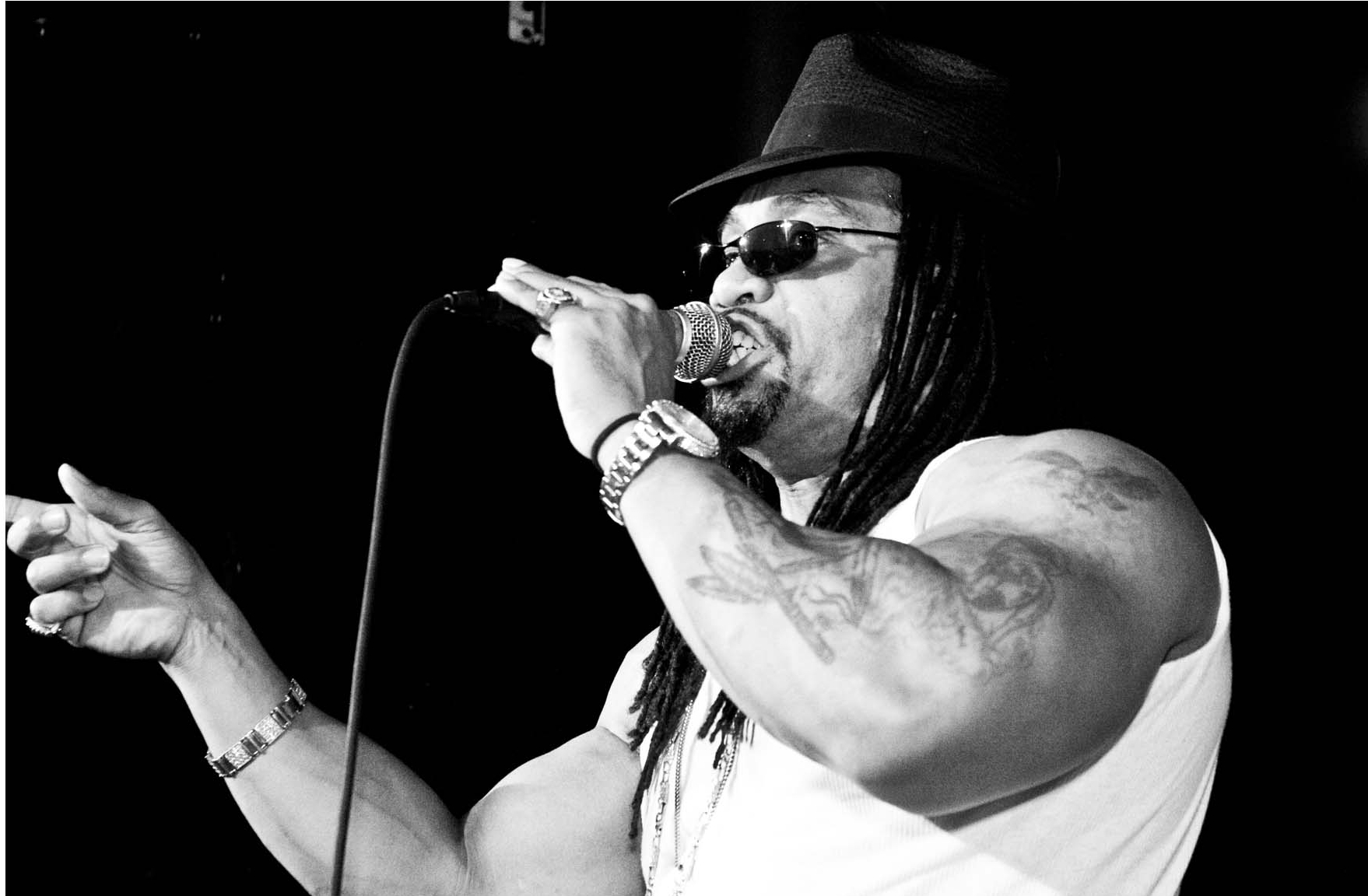
Melle Mel nel 2010

Melle Mel raccontò in un'intervista con NPR: «Il nostro gruppo, come Flash and the Furious Five, non voleva fare The Message in realtà, perché suonavamo alle feste rap e volevamo vantarci di quanto eravamo bravi e tutto il resto».
In effetti, la canzone fu scritta nel 1980 da un team di autori su richiesta di Sylvia Robinson, fondatrice della Sugar Hill Records (la casa discografica di Grandmaster Flash), che cercando un pezzo che bissasse il successo di Rapper's Delight degli Sugarhill Gang ma che avesse anche un testo di denuncia sociale, incaricò il produttore discografico Jiggs Chase e il rapper Duke Bootee di scrivere una sorta di "protest song" rap. Fu quindi Ed "Duke Bootee" Fletcher a comporre la musica e scrivere il testo, eccezione fatta per l'ultimo verso che fu scritto da Melle Mel, in effetti l'unico membro dei Grandmaster Flash and the Furious Five ad avere avuto veramente qualcosa a che fare con la canzone, anche se alla fine fu tutta la band ad averne il merito. La frase del testo: «A child is born with no state of mind, blind to the ways of mankind» fu presa da un pezzo del 1979 di Grandmaster Flash and the Furious Five intitolato Superrappin'.

### Registrazione
Convinto dal successo riscosso da Rapper's Delight, Grandmaster Flash accettò di incidere la canzone in studio con i Furious Five. Le sessioni si svolsero nel 1982 presso gli Sweet Mountain Studios di Englewood, New Jersey.
Dan Carins del The Sunday Times descrisse The Message dal punto di vista della sua innovazione musicale: «Dove era indiscutibilmente innovativa, era nel rallentare il ritmo e aprire lo spazio nella strumentazione - la musica non è tanto hip-hop quanto noise, lenta da incubo - funk, soffocante e claustrofobica, con elettronica, dub e disco che si danno da fare per trovare spazio nel mix, lasciando che i testi parlino forte e chiaro. Non solo la canzone utilizza un ingegnoso mix di generi musicali di grande effetto, ma consente anche al ritmo lento e pulsante di passare in secondo piano rispetto al contenuto lirico crudo e inquietante».

## Accoglienza

### Critica
Oltre ad essere ampiamente riconosciuta come "inno rap senza tempo", The Message è stata indicata da molti critici essere la canzone che catapultò gli MC dalle retrovie alla prima linea nell'hip hop. Infatti, sviando l'attenzione dal mixing e dallo scratching del DJ, rese i testi e il messaggio dell'emcee i veri protagonisti. David Hickley scrisse nel 2004 che The Message aveva inoltre "cristallizzato" un cambiamento epocale all'interno della stessa scena hip hop. Confermando che gli MC, o rapper, "avevano ormai superato in importanza i deejay nella musica rap".

## Riconoscimenti
La canzone venne dichiarata "Canzone dell'anno" nel 1982 dalla rivista britannica NME.
Rolling Stone inserì The Message alla posizione numero 51 nella sua lista dei "500 migliori brani di sempre", (9 dicembre 2004). Nel 2012 inoltre, sempre Rolling Stone la indicò quale "migliore canzone hip-hop di sempre".
The Message si classificò al terzo posto nella lista "Top 100 Rap Songs" del sito web About.com, dietro I Used to Love H.E.R. di Common e Rapper's Delight dei The Sugarhill Gang.
Nel 2002 la Biblioteca del Congresso degli Stati Uniti d'America ha inserito The Message nel National Recording Registry, per alti meriti "culturali, storici o estetici"; primo brano hip hop a ricevere questo onore.
The Message si classificò anche al quinto posto nella lista "100 Greatest Songs of Hip Hop" di VH1, nonché al primo posto nella lista "Top 100 Hip Hop Songs of The 1980s" del sito internet Hiphopgoldenage.com.
Infine, anche il celebre batterista e cantante dei Genesis Phil Collins e il produttore discografico Hugh Padgham, descrissero The Message come una delle loro canzoni preferite di ogni tempo.

## Tracce
7" Single (Sugar Hill 6.13611)
1. The Message (Vocal) - 3:35
2. The Message (Instrumental) - 3:30

12" Maxi (Sugar Hill 6.20912)
1. The Message (Vocal) - 7:11
2. The Message (Instrumental) - 7:08

## Classifiche
| Classifica (1982)                  | Posizione raggiunta |
| ---------------------------------- | ------------------- |
| Nuova Zelanda                      | 2                   |
| Austria                            | 9                   |
| Paesi Bassi                        | 10                  |
| Svizzera                           | 11                  |
| UK Singles Chart                   | 8                   |
| U.S. Billboard Hot 100             | 62                  |
| U.S. Billboard Hot Black Singles   | 4                   |
| U.S. Billboard Hot Dance Club Play | 12                  |

## Altri utilizzi
La base ritmica di The Message è stata campionata in varie canzoni hip-hop, inclusi il remix del 1993 di Check Yo Self di Ice Cube e Can't Nobody Hold Me Down di Puff Daddy del 1997. Inoltre è stata campionata anche dal musicista elettronico Blank Banshee nella sua canzone Teen Pregnancy del 2011, nonché dalla rapper Coi Leray per il suo singolo Players del 2022.
Una frase del testo è stata campionata in Movement in Still life di BT, la title track del suo album Movement in Still Life del 1999.
La seconda e l'ultima strofa di The Message sono cantate dai Mushroomhead nella canzone Born of Desire nel loro album XX. Il cantautore statunitense Willy Mason ha reinterpretato il brano nel corso del programma radiofonico Live Lounge di BBC Radio 1, il 25 febbraio 2005. La band canadese Crystal Castles ha campionato parte della canzone per il suo brano Magic Spells.
Una versione in lingua svedese di The Message, intitolata Budskapet, è stata pubblicata da Timbuktu nel maggio 2013, a seguito dei disordini occorsi nel quartiere di Husby a Stoccolma.
Il 30 novembre 2011, Melle Mel, Scorpio e Grandmaster Flash si sono uniti a Common, Lupe Fiasco e LL Cool J per eseguire la canzone durante l'annuale cerimonia dei Grammy Awards.
Il leader della celebre band Depeche Mode Dave Gahan ha rappato un verso della canzone durante ogni esecuzione live del brano Barrel of a Gun nel corso del Global Spirit Tour del gruppo.

## Nella cultura di massa
Il brano è stato utilizzato, con un testo modificato, in uno spot del governo britannico sulla sicurezza stradale nel 1983.
The Message è stata utilizzata in uno spot pubblicitario della Lacoste.
La canzone è stata poi inclusa sia nel videogioco del 2002 Grand Theft Auto: Vice City sia nella sitcom televisiva Tutti odiano Chris.
Nel film d'animazione 3D Happy Feet del 2006, Seymour rappa il ritornello della canzone per impressionare Miss Viola e gli altri studenti pinguini.
Nel 2007, in occasione del 25º anniversario di The Message, Melle Mel cambiò lo spelling del suo nome in "Mele Mel" e pubblicò M3 - The New Message come primo singolo estratto dal suo album solista Muscles.
Nel 2010 Melle Mel e Scorpio apparvero in uno spot pubblicitario della Kia Sportage sulla televisione australiana, mentre eseguivano The Message.